# 張黻 (成化壬辰進士)
張黻（1443年—？），字兼素，江西承宣布政使司吉安府吉水縣（今江西省吉水縣）人，明朝政治人物。

## 生平
成化八年（1472年），登壬辰科進士，歷任涪州知州、宿州知州，為人不避權貴，擔任南京左軍都督府經歷。因論救林俊而被一同下詔獄，貶為雲南師宗州知州。弘治年間，廷臣舉薦起用，孝宗認為其老不用。王恕再次請求，特予誥命。

## 家族
曾祖父張聞善。祖父張巽言。父亲張繹貴。